# 浅田給食
浅田給食株式会社（あさだきゅうしょく、英文社名 Asada Kyushoku Co.,Ltd.）とは、
大阪府八尾市に本社を置く食品メーカーである。

## 概要
1974年（昭和49年）の創業以来、専属の栄養士や管理栄養士を置き、「衛生」「味覚」「栄養」「価格」の4つの要素すべてを満たしたコストパフォーマンスの高い給食に拘り続けているという。

現在、中小企業を中心に大阪府内の多くの法人が浅田給食のサービスを利用しているが、
2002年（平成14年）6月から医療機関向けの仕出しサービスを行なう「メディカル事業部」を設け、介護老人保健施設などへの給食の供給を始めるなど、今後もより一層多くの顧客に愛される企業を目指して、様々なサービスを展開していくという。

## 沿革
- 1974年（昭和49年）5月 - 大阪府八尾市竹渕256番地において「浅田給食センター」という名称で個人商店
を創業し、企業向け給食の営業を開始 。
- 1979年（昭和54年）2月 - 商号を「浅田給食株式会社」として法人化。本社を大阪市平野区長吉出戸に置き、本社内に「平野工場」を開設。また、それまでの浅田給食センターは「八尾工場」に改称。
- 1982年（昭和57年）7月 - 大阪市西成区津守に「南大阪工場」を開設。
- 1987年（昭和62年）5月 - 八尾工場および平野工場を統合して「本社工場」として1本化。現在の所在地に新社屋を置く。
- 1994年（平成6年）6月 - 大阪南部の泉州地域の取引先増加に伴い、泉北郡忠岡町に「忠岡工場」を開設。
- 1999年（平成11年）3月 - 南大阪工場を大阪市西成区北津守に移転。
- 1999年（平成11年）4月 - 炊飯業務の多様化・合理化を図るため、新会社「ライスセンター・ホダカ（株）」を大阪市西成区津守に設立。
- 1999年（平成11年）7月 - 大阪北部の北摂地域の取引先増加に伴い、摂津市鳥飼和道に「摂津工場」を開設。
- 2002年（平成14年）6月 - 福祉医療給食委託業務への参入のため、「メディカル事業部」を本社に開設。以後、介護老人保健施設など医療機関への給食サービスも行なう。

## 事業所所在地

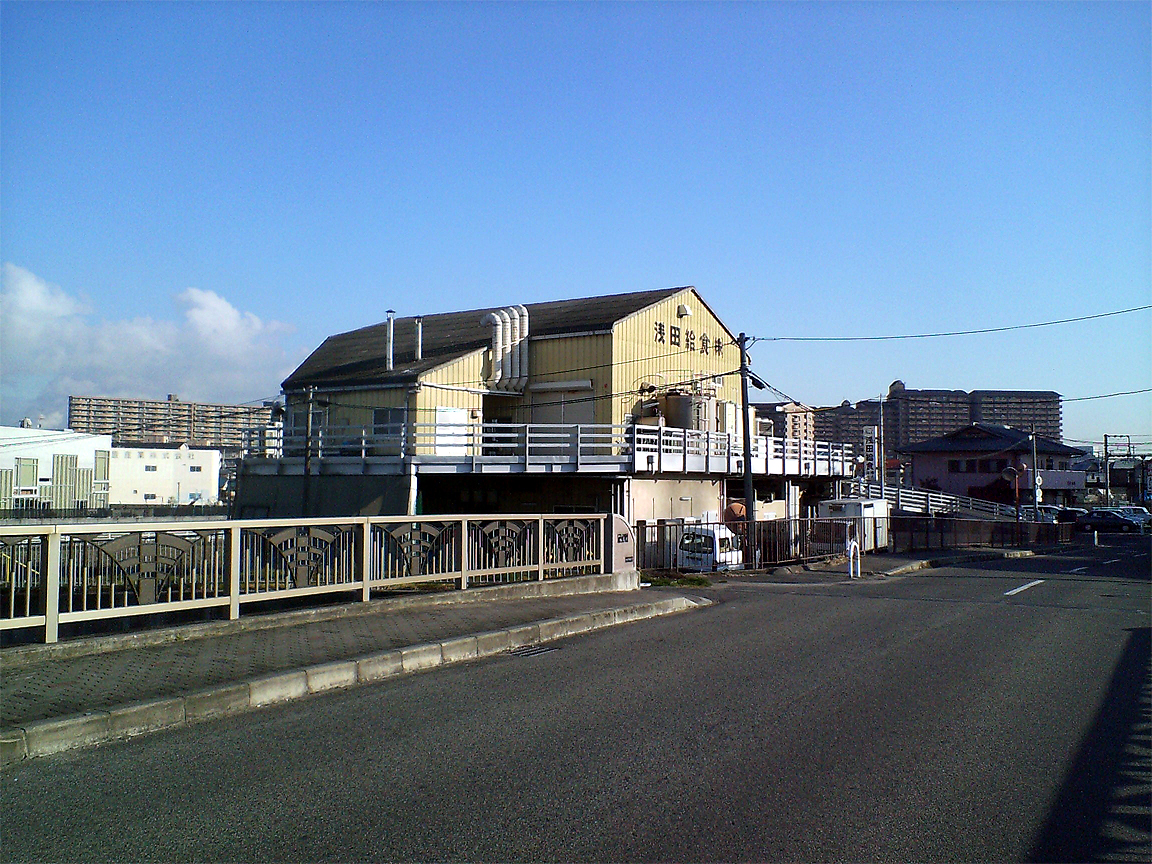
忠岡工場

### 本社
- 〒581-0052
大阪府八尾市竹渕1丁目222-3

### 南大阪工場
- 〒557-0061
大阪市西成区北津守3丁目6-10

### 忠岡工場
- 〒595-0801
大阪府泉北郡忠岡町高月北1丁目4-9

### 摂津工場
- 〒566-0073
大阪府摂津市鳥飼和道1丁目1-8

### メディカル事業部
- 〒581-0052
大阪府八尾市竹渕1丁目222-3

### 関連会社
- ライスセンター・ホダカ（株）
〒557-0062
大阪市西成区津守2丁目1-24